# Pardosa karagonis
Pardosa karagonis là một loài nhện trong họ Lycosidae.
Loài này thuộc chi Pardosa. Pardosa karagonis được Embrik Strand miêu tả năm 1913.